# 小行星2949
小行星2949（2949 Kaverznev）是一颗围绕太阳公转的小行星。1970年8月9日，克里米亞天文台在克里米亚发现了此天体。
該小行星以蘇聯電視記者亞歷山大·亞歷山大羅維奇·卡瓦爾茲涅夫（Aleksandr Aleksandrovich Kaverznev）命名。
这颗小行星的绝对星等为130.30658等。